# Palatul Episcopiei Ortodoxe din Oradea
Clădirea a fost concepută și realizată de către renumitul arhitect Kálmán Rimanóczy (fiul), cu destinația de locuință familială. Edificiul, construit în anul 1905, face parte din noul val de clădiri construite la începutul secolului XX. 
Elementele de pe fațada palatului sunt de inspirație venețiană. Alternanța între cărămidă și tencuială și ferestrele în trei arcade de la etaj sunt reprezentative, în acest sens. Cornișa este formată în ogivă, ceea ce este caracteristic pentru goticul timpuriu. Cele trei axe centrale au pe lateral, la etaj, bovindouri specifice stilului secession, fapt care creează o anumită alternanță în ritmicitatea fațadei. Balustrada de la etaj este împodobită cu statuete de piatră.
În anul 1921, clădirea a fost cumpărată de biserica ortodoxă. La etajul I, a fost amenajată o capelă. 
În perioada interbelică în această clădire și-a avut sediul, pentru o perioadă scurtă, Academia Teologică Ortodoxă. De asemenea, din 1925, la subsolul construcției funcționa o tipografie, care a permis înființarea unei edituri.
În anul 1971, clădirea a fost renovată, geamurile capelei au fost schimbate cu vitralii, picturile au fost refăcute, iar ceea ce a rămas din vechiul palat - sobe și ornamente murale - au fost restaurate de specialiști. Lângă capelă este amenajat un muzeu, unde sunt expuse obiecte de cult, cărți vechi, manuscrise, argintării, argintării aurite, icoane pe sticlă, picturi etc.